# Querbeat
Querbeat es un grupo alemán de música pop formado en Bonn, Alemania en 2001. Tocan giras y recorren festivales principalmente por Alemania, pero también actúan por toda Europa, especialmente en Austria, Suiza, España, en los Países Bajos y Bélgica.

## Historia
El grupo inicia su carrera en 2001 como banda escolar en un colegio de Bonn. Empiezan a tocar en eventos por Bonn y Colonia.
En noviembre del año 2010, Querbeat publican su primera canción Colonia Tropical, seguida por Allez Olé Alaaf (2011), Stonn op un danz (2012), Hück oder nie (2013) y Nie mehr Fastelovend (2014). Lanzan su primer álbum Cuba Colonia 2014, que contiene versiones de canciones famosas del Carnaval en estilo latinoamericano . En el año 2019 Querbeat reciben un Golden Jazz Award por el álbum. Su primer álbum con letra y música escrita exclusivamente por ellos mismos lo bautizan Fettes Q en 2016. Desde 2017, este álbum también está disponible como DVD en vivo Fettes Q: Live im Palladium.  En el mismo año la banda inicia su primera gira por Alemania. El 12 de octubre de 2018, lanzan el segundo álbum Randale & Hurra . Es el primer álbum Top 10 de la banda en las listas musicales alemanas. El 23 de julio de 2021, publican su tercer álbum, Radikal Positiv . Entra en las listas musicales de Alemania en el número 2.
En 2018, la banda actúa por primera vez en algunos de los principales festivales alemanes. También varias apariciones en televisión y su gira más grande hasta ese momento aumentan su popularidad en toda Alemania.
El año 2019 lleva a Querbeat a festivales aún más grandes. Actúan en el Lollapalooza de Berlín (Alemania), Hurricane Festival (Alemania), OpenAir St. Gallen (Suiza) y Donauinselfest Viena (Austria) entre otros.
En 2021, publican la canción Nothing but a Lie con el grupo barcelonés de La Pegatina.
En 2022, Querbeat comienza su temporada de festivales frente a 25.000 fans actuando en su propio festival "Randale & Freunde" en Bonn. Posteriormente actúan en Nova Rock (Austria), Deichbrand (Alemania), Parookaville (Alemania), Tollwood (Alemania) y Río Babel (España) entre otros.
En 2023 el grupo repite festivales grandes por Alemania, Austria, Suiza y España. Su propio festival "Randale & Freunde" vuelve a atraer a 25.000 personas. Terminan el año tocando un show doble con La Pegatina en el Club Sant Jordi en Barcelona.

## Discografía

### Álbumes
- Cuba Colonia (2014)
- Fettes Q (2016)
- Randale & Hurra (2018)
- Radikal Positiv (2021)

### Canciones
- Colonia Tropical (2010)
- Allez Olé Alaaf (2011)
- Stonn op un danz (2012)
- Hück oder nie (2013)
- Nie mehr Fastelovend (2014)
- Tschingderassabum (2015)
- Dä Plan (2016)
- Guten Morgen Barbarossaplatz (2017)
- Randale & Hurra (2018)
- Früher wird alles besser (2020)
- Ja (2021)
- Allein (2021)
- Woiswaslos (2021)
- Bunte Pyramiden / Afraid No More (Live Session Querbeat & Bukahara (2022)
- Kein Kölsch für Nazis (2023)